# Coronel João Pessoa
Coronel João Pessoa är en kommun i Brasilien.   Den ligger i delstaten Rio Grande do Norte, i den östra delen av landet, 1 500 km nordost om huvudstaden Brasília. Antalet invånare är 4 774.
Omgivningarna runt Coronel João Pessoa är huvudsakligen savann. Runt Coronel João Pessoa är det ganska tätbefolkat, med 90 invånare per kvadratkilometer.